# Behind the Player: Munky
Behind the Player: Munky — відеоальбом з участю Джеймса «Манкі» Шаффера, гітариста американського ню-метал гурту Korn, що вийшов 1 вересня 2008 р. на IMV. DVD містить детальні уроки гри на гітарі від Манкі, який показує «Blind» та «Falling Away from Me» з репертуару гурту, розповідь про особисте життя професійного музиканта, зокрема рідкісні світлини й відео. До релізу також потрапив джем 2 треків Джеймса з барабанщиком Korn Реєм Луз'є, VideoTab, що показує, як саме гітарист грає свої партії у 2 піснях та інші додаткові матеріали.
IMV жертвує $0,25 від продажу кожного диску Little Kids Rock, організації, яка забезпечує бідних дітей інструментами.

## Зміст
Behind the Player: Munky
Манкі розповідає про своє життя, те, що на нього вплинуло, та використовуване обладнання. Містить рідкісні фото й відео.
«Blind» (Korn)
- Урок: Манкі дає детальні уроки гри пісні на гітарі
- Джем: Джем треку з Манкі та барабанщиком Korn Реєм Луз'є
- VideoTab: Анімована табулатура, що показує, як саме Манкі грає пісню. З двома версіями: 6- й 7-струнною.

«Falling Away from Me» (Korn)
- Урок: Манкі дає детальні уроки гри пісні на гітарі
- Джем: Джем треку з Манкі та барабанщиком Korn Реєм Луз'є
- VideoTab: Анімована табулатура показує що, як саме Манкі грає пісню. Дві версії: 6- й 7-струнна.

Додаткові матеріали
- Бонусне відео
- Фотоальбом
- Промо-відео Little Kids Rock

## Учасники
| - Продюсери: Кен Маєр, Шон І. Демотт, Леон Мелас - Режисер: Дін Карр - Виконавчий продюсер: Рік Доналешен - Помічник продюсера: Джеймі Тіссере - Головний оператор: Кен Берроуз - Звукорежисер: Тім Гаркінс - Монтаж: Джефф Мороуз - Зведення: Метт Чіджі, Седрік Куртуа - Графіка, транскрипція: Теєр Демей - Оператори: Кріс Шоу, Майк Шатенеф, Кіт Макналті, Дуґ Крейґо - Головний освітлювач: Джон Паркер | - Технічний директор: Тайлер Бурнс - Помічник директора: Метт Пік - Помічник режисера: Лейн Проктор - Освітлення: Макналті Нільсон - Відповідальний за виконання райдеру: Саша Маєр - Знято на Korn Studios - Спеціальний гість: Рей Луз'є - Обкладинка: Себастієн Пакет - Відео надано з дозволу: Денні «Hamcam» Гемілтона, Себастієна Пакета, Korn Partnership LLC - Фото надано з дозволу: Ніла Злозавера, Себастієна Пакета, Джеймса Шаффера, Реджі Арвізу, Діни Арвізу, Роксани Робінсон |